# Trimalaconothrus maniculatus
Trimalaconothrus maniculatus är en kvalsterart som beskrevs av Alex Fain och Lambrechts 1987. Trimalaconothrus maniculatus ingår i släktet Trimalaconothrus och familjen Malaconothridae. Inga underarter finns listade i Catalogue of Life.